# Софієвка (Тараклійський район)
Софі́євка (рум. Sofievca) — село в Тараклійському районі Молдови, відноситься до комуни Альбота-де-Сус.